# Iosif Teleki
Iosif Teleki (József gróf Teleki de Szék) (n. 24 octombrie 1790, Pesta, Regatul Ungariei – d. 15 februarie 1855, Pesta, Regatul Ungariei) a fost guvernator al Transilvaniei între anii 1842-1848. Iosif Teleki a fost membru și președinte în Academia Ungară de Științe.